# Blok Joelia Tymosjenko
Blok Joelia Tymosjenko (Oekraïens:Блок Юлії Тимошенко, БЮТ; Blok Joeliji Tymosjenko; BJoeT) is een Oekraïense electorale alliantie opgericht in 2001 en sindsdien geleid door Joelia Tymosjenko. De partij is vooral populair in het westen en het midden van Oekraïne al is het de enige "Oranjepartij" (Joelia Tymosjenko was een belangrijke medespeler in de Oranjerevolutie) die stemmen wint in het oosten en het zuiden van Oekraïne waar de steun voor de Oranjerevolutie gering was.

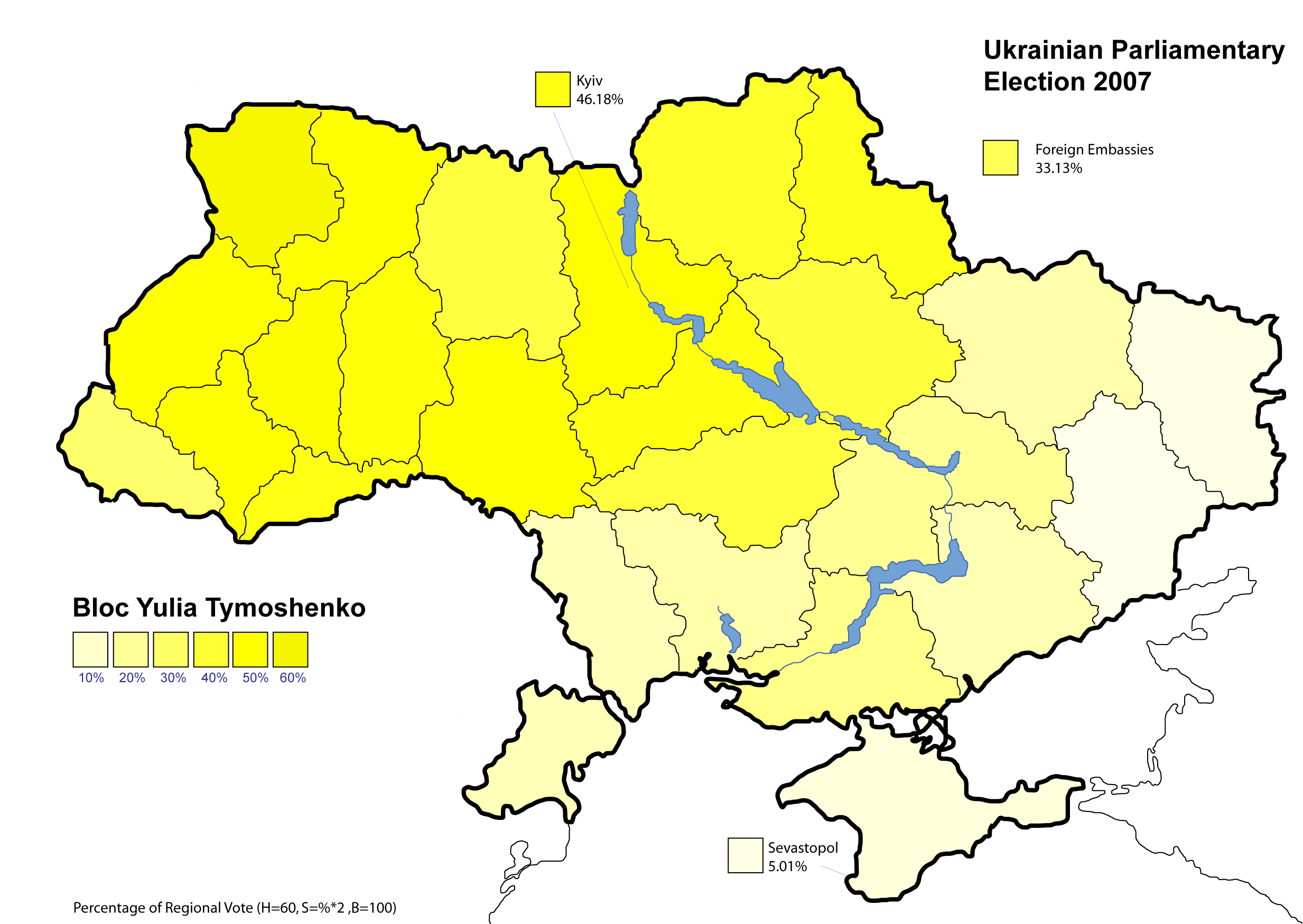
Percentage stemmen per regio voor BJoeT tijdens de Oekraïense parlementsverkiezingen 2007

De alliantie bestaat uit 2 politieke partijen:
- Al-Oekraïense Unie "Vaderland" (de partij van Joelia Tymosjenko)
- Hervormingen en Orde Partij